# Zulgo (langue)
Pour les articles homonymes, voir Zulgo.
Le zulgo (ou zoulgo, zulgo-gemzek) est une langue tchadique biu-mandara parlée au Cameroun dans la Région de l'Extrême-Nord et le département du Mayo-Sava, dans l'arrondissement de Tokombéré à l'est des monts Mandara. 

Proche d'un point de vue géographique et linguistique, le guemzek est considéré comme un dialecte du zulgo ou comme une langue à part entière.
En 2002 on dénombrait 26 000 locuteurs pour le groupe zulgo-guemzek.

## Écriture
| a | b | ɓ | d | ɗ | e | ə | f | g | h | i | k | l | m | n | ŋ | p | r | s | t | u | v | w | y | z |